# مزاج

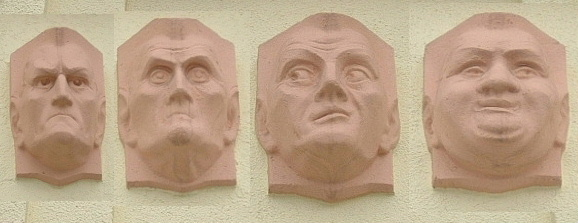

يشير مصطلح المزاج في علم النفس إلى تلك الجوانب من شخصية الفرد مثل الانطواء أو الانفتاح، والذي يعتبر في كثير من الأحيان من الأمور التي توجد بالفطرة ولا يتعلمها الإنسان. وقد تطورت العديد من البرامج التصنيفية الكبيرة الخاصة بالحالة المزاجية؛ على الرغم من عدم تحقيق توافقٍ عام بين الأوساط الأكاديمية.
تاريخيًا، كان مفهوم المزاج جزءًا من نظرية الأمزجة الأربعة، مع الحالات المزاجية الأربع. وقد كان هذا المفهوم يمثل جزءًا مهمًا في مرحلة ما قبل علم النفس الحديث واستكشف من قبل الفلاسفة مثل إيمانويل كانت وهيرمان لوتز (Hermann Lotze). وتصور ديفيد دبليو كيرسي (David W. Keirsey) أيضًا نماذج أولية للحالة المزاجية عندما طور مصنف الحالة المزاجية لكيرسي. وفي الآونة الأخيرة، سعى العلماء للحصول على دليل على وجود أساس بيولوجي للشخصية من خلال الفحص الإضافي لإيجاد العلاقة بين الحالة المزاجية والشخصية (تم تعريفها في هذا السياق كالجوانب التعليمية للشخصية). ومع ذلك، فقد ثبت أنه من الصعب تأكيد إقامة علاقة بيولوجية متبادلة.

## نظرة عامة
يتم تحديد المزاج من خلال ملامح سلوكية محددة، تركز عادة على تلك التي يمكن قياسها واختبارها بسهولة في مرحلة الطفولة المبكرة. وبصفة عامة تتضمن هذه العوامل الانفعال والنشاط والتبسم باستمرار والاقتراب أو الانطوائية التجنبية للأحداث غير المألوفة. بصفة عامة هناك ترابط قليل بين ما يصفه المعلمون وبين ملاحظات العلماء المتخصصين في تحديد المزاج.
ومن المفترض أن المزاج يرتبط بالعوامل البيولوجية، لكن هذه أثبتت صعوبة للاختبار المباشر.

## عند القدماء
مزاج البدن عند القدماء، ما يمازجه من الأخلاط وهي الصفراء والسوداء والبلغم والدم، والكيفيات المناسبة لكل واحدة منهم. ولذلك كانت الامزجة عندهم أربعة: الصفراوي والسوداوي والبلغمي والدموي.

## الخصائص التسع للمزاج
استخدم البحث المقدم من توماس وتشيس الخصائص التسع التالية للمزاج لدى الأطفال استنادًا إلى برنامج التصنيف الذي طوره دكتور هربرت بيرش (Herbert Birch):

### النشاط
يشير النشاط إلى طاقة الطفل الجسدية.

### الانتظام
يعرف الانتظام أيضًا بـ النظمية، ويشير إلى مستوى إمكانية التنبؤ بالوظائف البيولوجية لدى الأطفال، مثل الاستيقاظ والإحساس بالتعب والجوع وحركات الأمعاء.

### رد الفعل الأولي
يعرف رد الفعل الأولي أيضًا باسم الاقتراب أو الانسحاب. وهذا يشير إلى مدى استجابة الطفل (سواء بالإيجاب أو السلب) للأشخاص الجدد أو البيئات الجديدة.

### القدرة على التكيف
تشير القدرة على التكيف إلى الوقت الذي يستغرقه الطفل للتكيف على التغييرات المحيطة بمرور الوقت (على العكس من رد الفعل الأولي).

### الشدة
تشير الشدة إلى مستوى طاقة الاستجابة الإيجابية أو السلبية.

### الحالة المزاجية
تشير الحالة المزاجية إلى الميول العام للطفل نحو السلوك السعيد أو الحزين. فجميع الأطفال لديهم مجموعة متنوعة من العواطف وردود الفعل، مثل البهجة والاضطراب والسعادة والحزن. ومع ذلك، فلكل طفل نظرة إيجابية أو سلبية من الناحية البيولوجية.

### التشتت
يشير التشتت إلى ميول الطفل للابتعاد عن ميوله والانشغال بأمور أخرى محيطة به.

### المداومة وفترة الانتباه
تشير المداومة وفترة الانتباه إلى طول الوقت الذي يستغرقه الطفل في المهمة والقدرة على البقاء في المهمة من خلال الإحباط - سواء ظل الطفل نشطًا لفترة طويلة من الزمن أو فقد الاهتمام بسرعة.

### الحساسية
تشير الحساسية إلى مدى سهولة شعور الطفل بالانزعاج من خلال التغيرات في البيئة، وتسمّى هذه أيضًا بداية الشعور أو بداية الإدراك.

## حياة الأسرة

### التأثيرات
اتفق معظم الخبراء على أن الحالة المزاجية لديها أسس وراثية وبيولوجية، رغم أن العوامل البيئية والنضج تعمل على تعديل الطرق التي يتم من خلالها التعبير عن شخصية الطفل. ويشير مصطلح «حُسْنُ التَّلاَؤُم» إلى التعديل أو عدم التعديل بين الحالة المزاجية والخصائص الشخصية الأخرى والسمات المحددة للبيئة. وتعتبر الاختلافات بين الأفراد في الحالة المزاجية والأنماط السلوكية من الأمور غاية في الأهمية في الحياة الأسرية. حيث إنهم يؤثرون على ردود الفعل بين أفراد الأسرة. فبينما يتمكن بعض الأطفال من التكيف بسرعة وسهولة مع الحياة الروتينية للأسرة وينطلقون مع أشقائهم، إلا أن هناك آخرين وهم الأكثر نشاطًا أو المجهدين قد يكون لديهم وقت صعب للتكيف. وتخضع ردود الفعل بين هؤلاء الأطفال وآبائهم أو أشقائهم إلى عدد من العوامل التي يمكن أن تؤدي إلى الإجهاد والاحتكاك داخل الأسرة.

## وصلات خارجية
- Henig, Robin Marantz. "Understanding the Anxious Mind". New York Times Magazine, September 29, 2009. Retrieved October 3, 2009.